# Huizingalezing

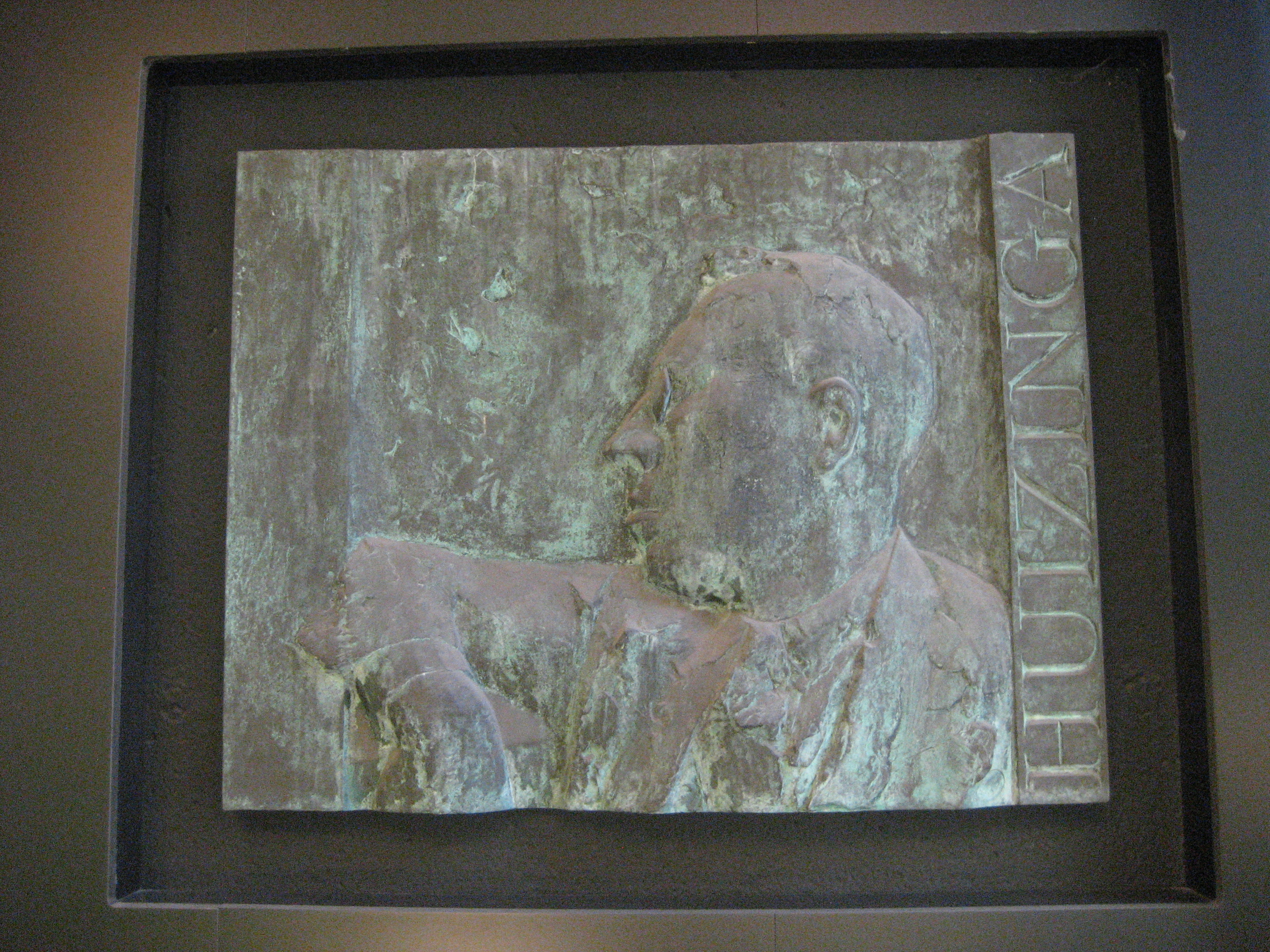
Plaquette ter herinnering aan J. Huizinga in het Leidse Instituut voor Geschiedenis

De Huizingalezing, officieel de Johan Huizinga-lezing, is een jaarlijkse lezing in Nederland over een cultuurhistorisch of cultuurfilosofisch onderwerp. De Huizingalezing wordt wel aangeduid als "de moeder van alle lezingen" en is genoemd naar de historicus en cultuurfilosoof Johan Huizinga (1872-1945). De lezing wordt georganiseerd door de Faculteit der Geesteswetenschappen van de Universiteit Leiden, de Maatschappij der Nederlandse Letterkunde (MNL) en Elsevier (tot 2013:NRC-Handelsblad). Sinds 2011 wordt er een toegangsprijs gevraagd. In beginsel wordt afwisselend een Nederlands en een buitenlands geleerde uitgenodigd de lezing te houden over een vrij te kiezen onderwerp in de geest van de naamgever. In 2014, 2015, 2017 en 2018 gaf een co-referent een eerste reactie op de lezing. Sinds 2020 wordt de spreker na afloop geïnterviewd door twee studenten. 
De lezing wordt sinds 1972 eenmaal per jaar gehouden in december en vindt plaats in de Pieterskerk te Leiden. In de begintijd hebben de lezingen een paar keer plaatsgevonden op een andere locatie in Leiden.

## Lezingen
Dit is een complete lijst met de sprekers vanaf het begin van de Huizingalezing in 1972. De titel van de lezing is toegevoegd in cursief. Bij de lezingen van de buitenlandse sprekers is de Nederlandse vertaling tussen haken erachter geplaatst als de vertaling in enigerlei vorm ook daadwerkelijk is uitgegeven.
- 1972: Rudy Kousbroek – Ethologie en cultuurfilosofie ISBN 90-6169-026-9
- 1973: Mary McCarthy – Can there be a Gothic literature? (Bestaat er een gotische literatuur?) ISBN 90-6169-039-0
- 1974: Jan Pen – De cultuur, het geld en de mensen ISBN 90-6169-055-2
- 1975: Jean-François Revel – La tentation totalitaire (De totalitaire verleiding) ISBN 90-295-3516-4
- 1976: Arthur Lehning – Over vrijheid en gelijkheid ISBN 90-293-9641-5
- 1977: Noam Chomsky – Intellectuals and the State (De intellectuelen en de staat) ISBN 90-293-9671-7
- 1978: Karel van het Reve – Literatuurwetenschap: het raadsel der onleesbaarheid ISBN 90-293-9701-2 maar ook Online
- 1979: Golo Mann – 1914-1980: Ein Ueberblick (1914-1980, In vogelvlucht) ISBN 90-253-8117-0
- 1980: Ernst Kossmann – Over conservatisme ISBN 90-253-8121-9
- 1981: Stefan Themerson – A Chair of Decency (Een leerstoel in fatsoen) ISBN 90-253-8125-1
- 1982: Renate Rubinstein – Links en rechts in de politiek en in het leven ISBN 90-253-8128-6
- 1983: Robert Darnton – The Meaning of Mother Goose (De betekenis van Moeder de Gans) ISBN 90-253-8130-8
- 1984: Harry Mulisch – het Ene ISBN 90-253-8132-4
- 1985: Michael Howard – 1945: End of an Era? (1945: einde van een tijdperk?) ISBN 90-351-0352-1
- 1986: Huib Drion – Eliteproblemen ISBN 90-351-0468-4
- 1987: George Steiner – Through a Glass Darkly (Door een spiegel, in raadselen) ISBN 90-351-0613-X
- 1988: Peter Schat – Adem, een vergelijking ISBN 90-351-0755-1
- 1989: Susan Sontag – Traditions of the New or: Must We Be Modern? (Tradities van het nieuwe, of: Moeten we modern zijn) ISBN 90-351-0914-7
- 1990: Gerrit Komrij – Over de noodzaak van tuinieren ISBN 90-351-1055-2
- 1991: Joseph Brodsky – In praise of Clio (Loflied op Clio) ISBN 90-351-1154-0
- 1992: Eddy de Jongh – Kunst en het vruchtbare misverstand ISBN 90-351-1247-4
- 1993: Christian von Krockow – Schwierige Nähe. Zur Geschichte und Zukunft der Deutsch-Niederländischen Beziehungen (Moeilijk nabuurschap: over de geschiedenis en toekomst van de Duits-Nederlandse betrekkingen) ISBN 90-351-1377-2
- 1994: A.Th. van Deursen – Huizinga en de geest der eeuw ISBN 90-351-1524-4
- 1995: Nadine Gordimer – Our Century (Onze eeuw) ISBN 90-351-1708-5
- 1996: Henk Wesseling – Zoekt Prof. Huizinga eigenlijk niet zichzelf? Huizinga en de geest van de jaren dertig ISBN 90-351-1852-9
- 1997: Richard Holmes – Biography and Death (De biografie en de dood) ISBN 90-351-1978-9
- 1998: Louise Fresco – Schaduwdenkers en Lichtzoekers ISBN 90-351-2057-4
- 1999: Jorge Semprun – Einde van de eeuw, begin van een millennium ISBN 90-351-2197-X
- 2000: Ian Buruma – De neo-romantiek van schrijvers in exil ISBN 90-446-0028-1
- 2001: Wendy Doniger – Homo Ludens and Gallows Humor about the Holocaust and Terrorism (Holocaust, terreur en galgenhumor) ISBN 90-446-0162-8
- 2002: Benno Barnard – Tegen de draad van de tijd: over de ware aard van Europa (Uitgeverij Prometheus en NRC; verschenen zonder ISBN)
- 2003: Abram de Swaan – Moord en de Staat ISBN 90-351-2659-9
- 2004: A.S. Byatt – From soul to heart to psyche to personality (geen boekuitgave, online versie op de website van NRC Handelsblad)
- 2005: Elmer Schönberger – Het grote luisteren (geen boekuitgave, online versie op de website van NRC Handelsblad])
- 2006: Carlos Fuentes – The Two Traditions: La Mancha and Waterloo (geen boekuitgave, online versie op de website van NRC Handelsblad)
- 2007: Tijs Goldschmidt – Doen alsof je doet alsof ISBN 978-90-446-1184-7
- 2008: Christopher Bayly – The age of revolution in the wider world, 1780-1830, and its heritage (Wereldwijde revolutie en de globalisering die volgde) ISBN 978-90-446-1368-1
- 2009: Marita Mathijsen - Historische sensatiezucht. Over de moraal van de geschiedenis ISBN 978-90-446-1616-3
- 2010: Lisa Jardine - The aftermath of Homo Ludens: From Huizinga to Zemon Davis and beyond (Hoe Homo Ludens voortleeft ISBN 9789044617788 )
- 2011: Simon Schama - What happened to the idea of toleration? (Waar is de tolerantie gebleven?) ISBN 978-90-351-3760-8
- 2012: Geert Van Istendael - De parochie van Sint-Precarius ISBN 978-90-3513-991-6
- 2013: Bas Heijne - De betovering van de wereld. ISBN 978-90-446-2637-7
- 2014: Fik Meijer - Denken over Carthago. De erfenis van Duilius. ISBN 9789035252011. Co-referent: Ineke Sluiter.
- 2015: Johan Tollebeek - De paarden van Waterloo. Over de schoonheid en de bruutheid van de geschiedenis. ISBN 9789035252967. Co-referent: Judith Pollmann.
- 2016: Ton Koopman - Bach en zijn zangers. ISBN 9789035253421. Na de lezing dirigeerde Koopman het Kyrie en het Gloria uit de Hohe Messe van Johann Sebastian Bach met medewerking van het koor en orkest van het Koninklijk Conservatorium in Den Haag en de Juilliard School in New York.
- 2017: Antoine Bodar - Leven alsof God bestaat. ISBN 978-94-6348019-2. Co-referent: Herman Philipse.
- 2018: Jolande Withuis - Leve het Leven. Over vrijheid en de biografie. ISBN 9789463480611 Co-referent: Elisabeth Leijnse.
- 2019: Marlene Dumas - Het Onverantwoordelijke Gebaar - of ga terug naar waar jij vandaan komt.[1] ISBN 978-94-6348-070-3
- 2020: Maxim Februari - Slechte kunst ISBN 978-94-634-8083-3. Na afloop van de lezing, niet uitgesproken in de Pieterskerk maar in het Groot-Auditorium  van het Academiegebouw werd Februari geïnterviewd door twee studenten, Maria van Dordrecht en Friso Timmenga.
- 2021: David Van Reybrouck - De kolonisatie van de toekomst. Leven aan de vooravond van de klimaatcatastrofe ISBN 9789463480987 [2] Niet uitgesproken op vrijdagavond, maar op zondagmorgen. Van Reybrouck werd na  afloop geïnterviewd door de studenten Vera van Heel en Sander van der Horst.
- 2022: Gunay Uslu - Cultuur geeft leven aan onze levens. Hoe Nederland cultuur waardeert. Van cultureel nationalisme tot corona en daarna (1872-2022 en verder) ISBN 978-94-634-8109-0. Na afloop werd Uslu geïnterviewd door de studenten Elisa Hendriks en Haije Dijkstra.
- 2023: Ilja Leonard Pfeijffer - Over de aard en het nut van creativiteit ISBN 9789463481175. Na afloop werd Pfeijffer geïnterviewd door de studenten Zoë Jaspers en Frank van den Boom.
- 2024: Beatrice de Graaf - Wij zijn de tijden. Geschiedenis in crisistijd ISBN 9789463481229.